# Eric Stokes
Eric Norman Stokes (Haddon Heights, New Jersey, 14 juli 1930 – Minneapolis, 16 maart 1999) was een Amerikaans componist en muziekpedagoog.

## Levensloop
Stokes studeerde aan de Lawrence University Conservatory of Music in Appleton (Wisconsin) en behaalde daar zijn Bachelor of Music in 1952. Hij ging vervolgens naar het New England Conservatory in Boston, Massachusetts, waar hij in 1956 zijn Master of Music behaalde. In 1963 promoveerde hij aan de Universiteit van Minnesota in Minneapolis tot Philosophiæ Doctor (Ph.D.). Zijn leraren waren: Evelyn White, Frederick Happich, James Ming, Carl McKinley, Paul Fetler en Dominick Argento.
In de tijd van 1961 tot 1988 was hij professor in muziek aan de Universiteit van Minnesota in Minneapolis, waar hij in 1970 het Electronic Music program stichtte. Verder was hij oprichter van het New Music Ensemble en de groep The First Minnesota Moving & Storage Warehouse Band in 1971. In de jaren 1960 initieerde hij samen met Thomas Nee de zogenoemde Here concerts, een serie met nieuwe muziek.
Als componist kreeg hij vele opdrachten van bekende orkesten, opera's en festivals, zoals New Hampshire Music Festival, Minnesota Opera, St. Paul Chamber Orchestra, St. Olaf College, Minneapolis Pops Orchestra, London Sinfonietta, San Francisco Symphony Orchestra en het Cincinnati Symphony Orchestra.

## Stijl
Zijn "eerste" werken van 1955 tot 1962 zijn nog tonaal en lyrisch gebaseerd. Bijvoorbeeld in Smoke & Steel is de interesse in Amerikaanse onderwerpen die tot vitale aspecten van zijn werken uitgroeien duidelijk herkenbaar. Sinds 1963 expandeerde zijn stijl en hij nam collages, theater- en gemengde media-elementen op, die de invloed van Charles Ives door het gebruik van stilistische juxtaposities reflecteerden. Ook elementen van Amerikaanse folksongs, hymnen en jazz kwam onmiskenbaar naar voren.
Zijn eerste opera Horspfal uit 1969 belichten het ongeluk van de Indianen sinds de Europeanen Amerika binnenvielen. Het is een ruim grijpend werk, dat film en collage procedures combineert met instrumentale en vocale krachten. Dit uniek compositorisch design vraagt in verschillende episodes - naast de hoofddirigent - vier verdere dirigenten als assistent.
Een opdracht van het Minnesota Orchestra was het werk The continental harp & Band report in 1974-1975, dat helemaal uit 9 stukken bestaat voor (symfonisch bezet) harmonieorkest, keyboard en harp.

## Composities

### Werken voor orkest

#### Symfonieën
- 1979 Symfonie Nr. 1
- 1981 Symfonie Nr. 2
- 1989 Symfonie Nr. 3 - "Captions on the War Against Earth"
- 1991 Symfonie Nr. 4 - "The Ghost Bus to Eldorado"
- 1991 Symfonie Nr. 5 - "Native Dancer"

#### Andere werken
- 1963 A Center Harbor Holiday, concerto voor tuba en orkest
- 1966 Sonatas, voor strijkorkest
- 1972 On the Badlands - Parables, voor kamerorkest
- 1973 5 Verbs of Earth Encircled, voor strijkers en spreker met harmonium of 7 blazers
- 1982 Concert Music, voor piano en orkest
- 1986 Cotton Candy
- 1992 Prophet Bird, zeven bewegingen gebaseerd op Robert Schumann Piano miniatures, voor orkest
- 1994 Fanfare of Rings

### Werken voor harmonieorkest
- 1970 Hennepin Avenue Marches
- 1970 Struts to St. Cecilia's Day
- 1974-1974 The Continental Harp & Band Report, 9 bewegingen
- 1976 Pack-Rat (2-step) Slow (March) Drag, voor houtblazers, trompet en slagwerk

### Muziektheater

#### Opera's
| Voltooid in | titel                                  | aktes                   | première                                                                  | libretto         |
| ----------- | -------------------------------------- | ----------------------- | ------------------------------------------------------------------------- | ---------------- |
| 1969        | Horspfal                               | 2 aktes                 | 15 februari 1969, Minneapolis, Minnesota opera                            | Alvin Greenberg  |
| 1977        | Happ or Orpheus in Clover              | 1 akte                  | 1977, Minneapolis, privé uitvoering                                       | van de componist |
| 1979        | The Jealous Cellist                    | 2 aktes                 | 2 februari 1979, Minneapolis-St. Paul                                     | Alvin Greenberg  |
| 1982        | Itaru the Stonecutter                  | 1 akte                  | 25 maart 1982, Brimhall School                                            | van de componist |
| 1986        | We're Not Robots, You Know             | 9 scènes                |                                                                           | Keith Gunderson  |
| 1994        | Apollonia's Circus                     | 3 aktes en 1 tussenspel | 13 mei 1994, Minneapolis, University of Minnesota Sutton Ted Mann theatre | Alvin Greenberg  |
| 1994-1995   | The Further Voyages of the Santa Maria |                         |                                                                           | Alvin Greenberg  |

#### Toneelmuziek
- 1970 When This You See, Remember Me, theater stuk voor 12 solisten (SATB)
- 1973 Lampyridae, voor variabele bezetting van 14 spelers en licht-assistenten - Een theater stuk
- 1980 Rock & Roll, een theater stuk voor 5 acteurs
- 1980 Spring Song, voor 5 acteurs met spring instrumenten
- 1982 Tag, een theater stuk voor drie saxofoons

### Werken voor koren
- 1962 Ivy is Good, voor gemengd koor (14e-eeuws Engelse tekst)
- 1966 A Doomsday Carol, voor gemengd koor (14e-eeuws Engelse tekst)
- 1980 Hymns of the Burning Will uit de opera "Horspfal", voor gemengd koor, 2 toetseninstrumenten (piano, orgel, celesta), slagwerk, 2 dwarsfluiten (piccolo), 2 klarinetten (saxofoons), 2 trombones en strijkers - tekst: Alvin Greenberg
- 1980 What Eve Sang, voor antifonale koren (SAT) en (SAB) met hand-klokjes - tekst: MacLeish
- 1981 The River's Minute by the Far Brook's Year, voor gemengd koor spreker en orkest - tekst: Crane
- 1984 Mata El Pajaro, Guarda El Canto, voor gemengd koor en spreker - tekst: Bustos
- 1984 Peppercorn Songs, voor gemengd koor en piano (of ensemble) - tekst: Stokes
- 1986 Harbor Dawn & Proem, voor gemengd koor, sprekers, orgel, 3 tot 4 slagwerkers en antifonale koper-ensembles - tekst: Crane
- 1989 Smoke & Steel, voor tenor solo, mannenkoor, vier hoorns, zes trombones en strijkers - tekst: Sandburg
- 1991 Mermaids Stand by the King of the Sea, voor gemengd koor, spreker en orkest - tekst: Fulghum
- 1991 Inversnaid, voor gemengd koor
- 1997 Pied Beauty, voor gemengd koor, 2 trompetten, 2 hoorns, pauken en orgel - tekst: Hopkins

### Vocale muziek
- 1963 Four Songs, voor sopraan of tenor en hobo
- 1976 Inland Missing the Sea, voor sopraan, tenor, bariton, hobo, hoorn, cello, harp, piano (celesta, orgel) en 1 slagwerker
- 1980 Caccia, voor 2 zangers (sopraan of tenor), cello en twee klank assistenten (vogel stemmen etc.)
- 1984 Wondrous World, voor vocaal kwartet (SATB) en geprepareerd geluidsband - tekst: Yeats
- 1987 Firecho, voor vijf of meer zangsolisten met slagwerk
- 1993 Song Circle, liederencyclus voor sopraan, dwarsfluit en harp

### Kamermuziek
- 1955 rev.1963 Trio, voor klarinet, cello en piano
- 1970 Expositions, voor accordeon (of harmonium of orgel), viool, cello (of harp), dwarsfluit, hobo, trompet (of klarinet), hoorn, piano en slagwerk
- 1974 The Bob & Marjorie Music, voor klarinet en hoorn
- 1977 The Spirit of Place Among the People, voor 2 piccolo's, 3 trompetten, 2 of meer slagwerkers, strijkers en luisteraars
- 1981 Prairie Drum, voor strijkkwintet, dwarsfluit (piccolo), hobo, klarinet, fagot, hoorn, trompet en trombone
- 1981 Blazerskwintet Nr. 2
- 1983 The Greenhouse Effect, voor een of meer dwarsfluit(en), klarinet(ten), altsaxofoon(s), hoorn(s), drie slagwerkers, altviool (altviolen), cello (celli) en contrabas(sen)
- 1983 Tintinnabulary, muziek voor 2 of meer slagwerkers
- 1984 Give & Take, voor hobo en cello
- 1985 Susquehannas, voor klarinet (saxofoon), piano en twee slagwerkers
- 1988 Stages (Homage to Kurt Weill), voor dwarsfluit, klarinet, trompet, trombone, cimbalom solo, twee violen en contrabas
- 1988 Brazen Cartographies, voor koperkwintet
- 1990 Neon Nocturne (Shadow Set), voor acht trombones
- 1990 The Lyrical Pickpocket, gebaseerd op Amerikaanse folksongs, voor dwarsfluit (piccolo, altfluit), hobo (althobo), fagot en piano
- 1992 Whittlings, voor 2 slagwerkers, 1 keyboard (akoestisch & elektrisch) en altsaxofoon
- 1995 Stippling on Motley, voor dwarsfluit, klarinet, trombone, 1 slagwerker, piano, viool, altviool en cello
- Eldey Insel Erinnerungen, voor dwarsfluit-kwartet
- The Pickpocket is Lyrical Two, voor klarinet (saxofoon), keyboard (piano, elektrisch) en twee slagwerkers

### Elektronische muziek
- 1971 Eldey Island, voor solo blazer en geprepareerd geluidsband
- 1972 Circles in a Round, voor piano(s) en geprepareerd geluidsband(en)